# Justin Gloden
Justin Gloden (ur. 22 marca 1953 w Elvange) – luksemburski lekkoatleta i piłkarz.

## Kariera piłkarska
W latach 1972–1975 rozegrał 59 meczów w lidze luksemburskiej w barwach Spory Luksemburg. W reprezentacji Luksemburga rozegrał 1 spotkanie – 12 listopada 1975 w przegranym 0:1 meczu z RFN.

## Kariera lekkoatletyczna
W 1988 wystartował na igrzyskach olimpijskich, na których zajął 36. miejsce w maratonie z czasem 2:22:14.
Trzykrotny medalista igrzysk małych państw Europy. W 1987 wywalczył złoty medal na 10 000 m z czasem 29:44,62 s (rekord zawodów), natomiast w 1991 zdobył złoto na 10 000 m oraz srebro na 5000 m.
Mistrz Luksemburga na 800 m z 1976, 1980, 1982 i 1983, 1500 m z lat 1976, 1977, 1979–1981, 1983 i 1991, 5000 m z lat 1977–1980, 1983, 1985, 1990 i 1991, 10 000 m z lat 1979–1981, 1985, 1990 i 1991, maratonie z 1991 i biegach przełajowych z lat 1978–1985, 1987–1990 i 1993. W 1980 został sportowcem roku w Luksemburgu.

### Rekordy życiowe
Na podstawie:
- 800 m – 1:49,00 s (Praga, 29 sierpnia 1978)
- 1500 m – 3:39,92 s (Kolonia, 10 sierpnia 1980), rekord Luksemburga[12]
- mila – 3:59,4 s (Bruksela, 22 sierpnia 1980), rekord Luksemburga[12]
- 2000 m – 5:07,6 s (Luksemburg, 29 lipca 1978), rekord Luksemburga[12]
- 3000 m – 7:54,2 s (Bonn, 9 lipca 1982), rekord Luksemburga[12]
- 5000 m – 13:38,51 s (Leuven, 3 czerwca 1983), rekord Luksemburga[12][13]
- 10 000 m – 28:46,4 s (Leuven, 15 czerwca 1984), rekord Luksemburga[12][14]
- 20 000 m – 1:00:04,6 s (Diekirch, 27 sierpnia 1985), rekord Luksemburga[12]
- bieg godzinny – 19970 m (Diekirch, 27 sierpnia 1985), rekord Luksemburga[12]
- półmaraton – 1:04:05 (Trewir, 23 czerwca 1985), rekord Luksemburga[12]
- 25 km – 1:16:26, rekord Luksemburga[12]
- maraton – 2:14:03 (Frankfurt nad Menem, 19 maja 1985), rekord Luksemburga[12][15]
- 3000 m (hala) – 8:06,6 s (Vittel, 23 stycznia 1983), rekord Luksemburga[16][17]

## Dalsze losy
Po zakończeniu kariery startował w zawodach weteranów. W 2014 został mistrzem Europy w kategorii pow. 60 lat na 10 000 m i wicemistrzem na 5000 m. W 2015 został halowym wicemistrzem Europy w tej samej kategorii na 3000 m oraz w biegu przełajowym na 5 km.

## Życie prywatne
Żonaty z Josiane, ma dwoje dzieci. Jego córka Jenny również jest lekkoatletką.